# 1897年のメジャーリーグベースボール
以下は、メジャーリーグベースボール（MLB）における1897年のできごとを記す。
ナショナルリーグはボストン・ビーンイーターズ(後のブレーブス)が4年ぶり7度目の優勝をした。
1896年のメジャーリーグベースボール - 1897年のメジャーリーグベースボール - 1898年のメジャーリーグベースボール

## できごと
ボルチモア・オリオールズのウィリー・キーラーは、シーズン開始から 44試合連続安打（45試合との説もある）を記録し、これはその後、1941年にジョー・ディマジオが破るまでの最長連続安打記録（近代野球以前）となった。この年に打率.424と239安打を記録して彼にとって最高のシーズンとなった。ヒット打ちの名人と呼ばれ、76.2センチで822グラムの軽いバットでプレース・ヒットをするかと思えばボルチモアチョップやプッシュバントで一塁に出るなど相手チームを攪乱し、ジョン・マグローとのコンビでヒットエンドランを連発した。

### テンプルカップ
シーズン終了後のテンプルカップ（ナショナルリーグ優勝チームと2位チームとの7回戦）は、ペナントレース優勝チームのボストン・ビーンイーターズではなくて、2位だったボルチモア・オリオールズが優勝した。テンプルカップは結局これが最後となった。

### 記録
- 7月18日　キャップ・アンソンが史上初ナショナルリーグ通算3000安打達成
- 9月18日　サイ・ヤングがシンシナティ・レッズ相手にノーヒットノーラン達成

## 最終成績

### ナショナルリーグ
| 順 | チーム                           | 勝利 | 敗戦 | 勝率 | G差  |
| -- | -------------------------------- | ---- | ---- | ---- | ---- |
| 1  | ボストン・ビーンイーターズ       | 93   | 39   | .705 | --   |
| 2  | ボルチモア・オリオールズ         | 90   | 40   | .692 | 2.0  |
| 3  | ニューヨーク・ジャイアンツ       | 83   | 48   | .634 | 9.5  |
| 4  | シンシナティ・レッズ             | 76   | 56   | .576 | 17.0 |
| 5  | クリーブランド・スパイダーズ     | 69   | 62   | .527 | 23.5 |
| 6  | ワシントン・セネタース           | 61   | 71   | .462 | 32.0 |
| 6  | ブルックリン・ブライドグルームズ | 61   | 71   | .462 | 32.0 |
| 8  | ピッツバーグ・パイレーツ         | 60   | 71   | .458 | 32.5 |
| 9  | シカゴ・コルツ                   | 59   | 73   | .447 | 34.0 |
| 10 | フィラデルフィア・フィリーズ     | 55   | 77   | .417 | 38.0 |
| 11 | ルイビル・カーネルズ             | 52   | 78   | .400 | 40.0 |
| 12 | セントルイス・ブラウンズ         | 29   | 102  | .221 | 63.5 |

## 個人タイトル

### ナショナルリーグ
| 項目   | 選手                       | 記録 |
| ------ | -------------------------- | ---- |
| 打率   | ウィリー・キーラー (BLN)   | .424 |
| 本塁打 | ヒュー・ダフィー (BSN)     | 11   |
| 打点   | ジョージ・デイヴィス (NYG) | 135  |
| 得点   | ビリー・ハミルトン (BSN)   | 152  |
| 安打   | ウィリー・キーラー (BLN)   | 239  |
| 盗塁   | ビル・ラング (CHC)         | 73   |

| 項目   | 選手                         | 記録 |
| ------ | ---------------------------- | ---- |
| 勝利   | キッド・ニコルズ (BSN)       | 31   |
| 防御率 | エイモス・ルーシー (NYG)     | 2.54 |
| 奪三振 | サイ・セイモアー (NYG)       | 156  |
| 奪三振 | ドック・マクジェームズ (WHS) | 156  |
| 投球回 | キッド・ニコルズ (BSN)       | 368  |
| セーブ | ウィン・マーサー (WHS)       | 3    |
| セーブ | キッド・ニコルズ (BSN)       | 3    |

## 参考
- 順位表